# 小行星6797
小行星6797（英語：6797 Ostersund）是一颗围绕太阳公转的小行星。1993年3月21日，烏普薩拉－ESO小行星及彗星巡天在拉西拉天文台发现了此天体。
这颗小行星的绝对星等为4.668208035403671等。